# Symbolae Osloenses
Symbolae Osloenses är en norsk vetenskaplig tidskrift om klassisk arkeologi, landets äldsta i sin genre (forntidsforskning).  
Tidskriften grundades 1922 av professorerna Samson Eitrem och Gunnar Rudberg vid universitetet i Oslo och de två första årgångarna hade namnet Symbolae Arctoae.  Sedan 1997 har den haft undertiteln Norwegian Journal of Greek and Latin Studies för att markera att studiet av klassiska språk numera också bedrivs vid andra universitet än det i Oslo.
Tidskriften utges en gång om året av det brittiska förlaget Taylor & Francis. Artiklarna är på engelska, av och till på franska, tyska eller italienska.  Tidigare redaktörer har varit bland andra Eiliv Skard och Egil Kraggerud, som satt 1972-94, medan Tomas Hägg och Lars Boje Mortensen satt 1995-2004.